# Château de Verseilles
Cet article possède un paronyme, voir château de Versailles.
Le château de Verseilles est un édifice situé à Saint-Étienne-de-Vicq, en France.

## Localisation
Le château est situé sur le territoire de la commune de Saint-Étienne-de-Vicq, dans le département de l'Allier, en région Auvergne-Rhône-Alpes.

## Description
Le château de Verseilles se présente comme une maison forte dont l'architecture n'a pas subi de modifications notables, hormis quelques percements du XVIe siècle. Il est constitué d’un corps de bâtiment à deux niveaux, flanqué aux angles de deux tours rondes. Au centre de la façade principale une autre tour circulaire abrite un escalier à vis.

## Historique
L'édifice est inscrit au titre des monuments historiques en 19 mai 2003.